# Prithvi Raj
 (octobre 2023).
Yarra Prithvi Raj, né le 20 février 1998 à Duggirala, est un joueur de cricket indien. Il fait ses débuts en première classe pour l'équipe d'Andhra lors de la saison 2017-2018 du Ranji Trophy, le 6 octobre 2017. En juillet 2018, il est sélectionné dans l'équipe d'Inde Rouge pour le Duleep Trophy 2018-2019. Il joue son premier match en List A pour l'équipe d'Andhra lors du Vijay Hazare Trophy 2018-2019, le 15 octobre 2018.
Il joue avec les Kolkata Knight Riders.